# Didymosporium arbuticola
Didymosporium arbuticola är en svampart som beskrevs av Zeller 1934. Didymosporium arbuticola ingår i släktet Didymosporium, divisionen sporsäcksvampar och riket svampar.   Inga underarter finns listade i Catalogue of Life.